# Màscara de soldar

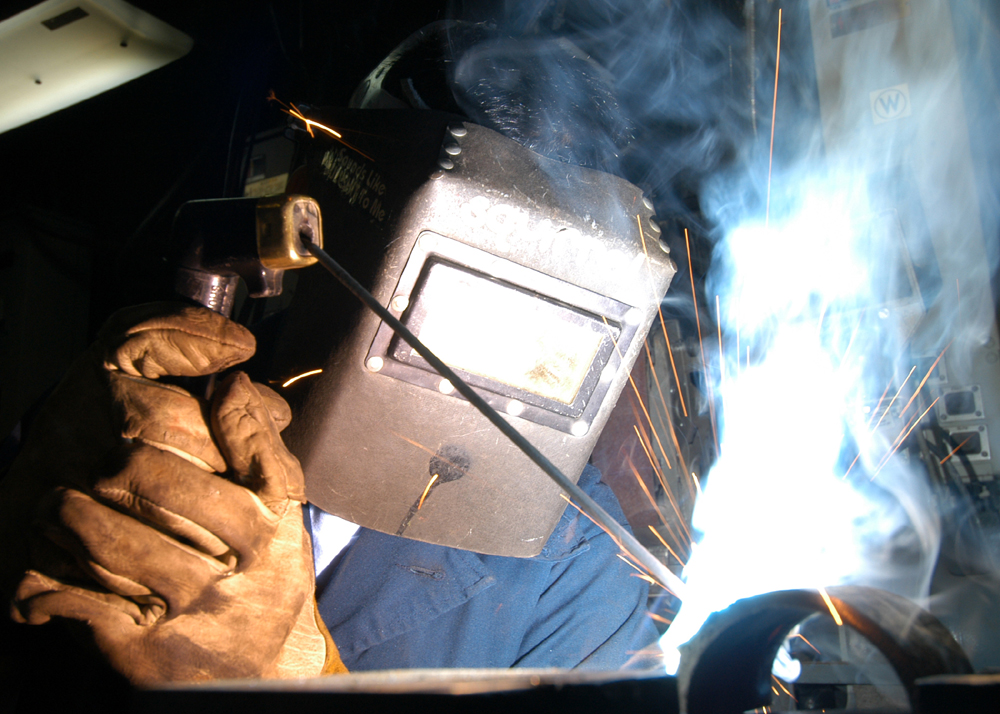
Màscara de soldadura clàssica.

Una màscara de soldar és un tipus d'equip de protecció individual que s'utilitza quan es realitzen certs tipus de soldadura per protegir els ulls, la cara i el coll del petarrelleig, la llum ultraviolada, les espurnes, la llum infraroja, i la calor.

## Ús
Les màscares de soldar són generalment utilitzades en processos de soldadura elèctrica com la soldadura per elèctrode revestit, la soldadura TIG, i la soldadura per arc. Són necessàries per prevenir una cremada de la còrnea o queratitis, condició dolorosa on la còrnia s'inflama, així com per prevenir les cremades de la retina, que poden provocar una pèrdua de visió. Ambdues condicions són degudes a una exposició no protegida als raigs ultraviolats i infraroigs altament concentrats, emesos per la soldadura d'arc. Les emissions ultraviolades de l'arc de soldadura també poden danyar la pell descoberta, en un període relativament curt de soldadura, causant una reacció similar a l'excés de sol. A part de la radiació, els gasos o les espurnes també poden ser un perill per a la pell i els ulls.
El màscara de soldar moderna utilitzada avui dia, va ser introduïda per primera vegada el 1937 per Willson Products.
La majoria de les màscares de soldar inclouen una finestra coberta amb un filtre fosc, a través del qual el soldador pot veure la soldadura activa. En línies generals, la finestra pot estar feta de cristalls tintats, plàstics teixits o un filtre de densitat variable a partir d'un parell de lents polaritzades.

## Casc de soldar electrònic

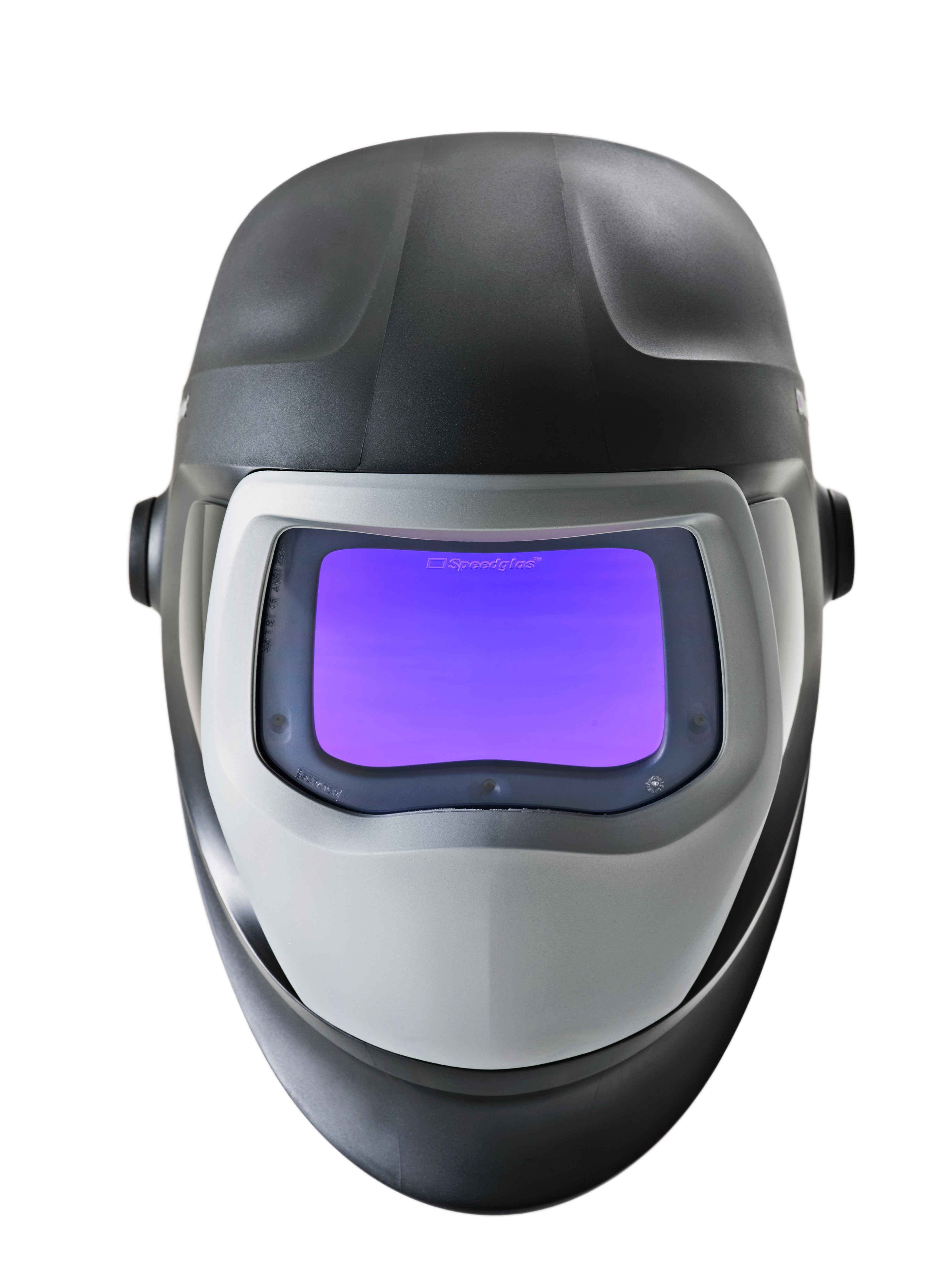
Casc de soldar electrònic.

El 1981, el fabricant suec Hornell International va introduir un obturador electrònic amb LCD que s'enfosqueix automàticament quan els sensors detecten la brillantor de l'arc de soldadura, es va comercialitzar com Speedglas Auto-Darkening Filter.
Amb aquests cascs electrònics d'enfosquiment automàtic, el soldador ja no ha d'estar preparat mirant el punt a soldar, baixar la màscara sobre la cara i llavors tocar el punt per fer saltar l'arc. L'avantatge és que el soldador no necessita ajustar la posició de la màscara manualment i no solament estalvia temps, sinó que també redueix el risc d'exposició a la llum nociva generada pel procés de soldadura.
El gener de 2004, 3M va adquirir tots els actius de Hornell, incloent la marca i patents de cascs d'automòbil d'Adflo i Speedglas. Els cascs Speedglas van passar vendre's sota la marca 3M.

## Estàndards d'ANSI
Als Estats Units l'estàndard de la indústria per a cascs de soldadura és ANSI Z87.1 +, que especifica el rendiment d'una gran varietat de dispositius de protecció ocular. L'estàndard requereix que els cascs d'enfosquiment automàtic proporcionin protecció completa contra UV i IR, fins i tot quan no estan en estat fosc. L'estàndard és d'aplicació voluntària, de manera que els compradors han de confirmar que el casc és compatible amb ANSI Z87.1 (indicat per l'etiquetatge adequat).

## Seguretat
Tots els cascs i màscares de soldar són susceptibles de danys com ara esquerdes que poden comprometre la protecció dels raigs ultraviolats i infraroigs. A més de protegir els ulls, el casc protegeix la cara de les espurnes de metall calent generades per l'arc i del dany UV. Quan es solda per sobre del cap, s'utilitza una gorra especial o un casc i una tapa d'espatlla per evitar les cremades al cap i l'espatlla.